# Jafar al-Sadiq
Jaʿfar ibn Muhammad ibn ʿAlī (al-Sādiq) (Arabisk: جعفر بن محمد الصادق) (født 699-703 – døde 765) var den sjette shiitiske imām ifølge tolver-grenen, og den femte imām ifølge ismāʿīli-grenen.
Jaʿfar al-Sādiq er den sidste som er anerkendt som imām af både tolver- og ismāʿīli-shiitterne. Han blev imām efter sin fars død. Han levede et roligt liv i Medina som en autoritet i hadīth og fikh, og er også citeret med respekt i sunnitiske beretterkæder.
Som sin far, lod Jaʿfar al-Sādiq sine shiitiske tilhængere opfatte ham som udelukkende en autoritativ formidler af sharīʿa og beæret i sin ʿilm og religiøs viden. Derfor blev han også anset som værende den eneste legitimt berettiget til at regere. Han underviste også en bredere kreds, hvoraf kan nævnes Abū Hanīfa, Mālik b. Anas og Wāsil b. ʿAtāʾ. Det var også under Jaʿfar al-Sādiq, at det særskilte shiitiske standpunkt i fikh kom til syne. Det er også af den grund, at mange shiitter betragter sig selv som tilhørende jafari-skolen (madhhab). Både de nuværende jafari-shiitter, alevitter, alawitter og bektashitterne betragter sig selv som værende tilknyttet denne lovskole.
Under Zayds oprør i 740, var Jaʿfar al-Sādiq et symbol på de shiitter der nægtede at gøre oprør. Også efter kalif al-Walīds død i 744, hvor der herskede en bred forventning om at en person fra ʿAlīs slægt ville komme til magten, forholdt al-Sādiq sig neutralt. Hans neutralitet fortsatte også under det shiitiske oprør af Muhammed al-Nafs al-Zakiyya i 762 i Hijāz. Jaʿfar al-Sādiq bekendte sig til kuʿūd-princippet om at en sand imām ikke har brug for at overtage magten medmindre tiden er inde til det.
Jaʿfar al-Sādiq tiltrak en bred kreds af intellektuelle, dog flest fra hans shiʿa som primært boede i Kūfa eller Basra. En af hans tilhængere var en af de mere heterodokse tænkere, Abu'l-Khattāb, som lod til at have nære relationer til Jaʿfar al-Sādiq. Nogle radikale doktriner var da også tilskrevet Imām Jaʿfar, men disse blev senere afvist af forskellige tolver-shiitter. Jaʿfar al-Sādiqs holdning til kadar var et standpunkt der lå mellem determinisme og fri vilje.
al-Sādiq døde i 765, ifølge shiitter på grund af forgiftning på baggrund af ordrer fra kalif al-Mansūr. Han blev begravet i Jannat al-Baqī i Medina, hvor hans grav blev besøgt, især af shiitter, indtil den blev destrueret af wahhābītter. Efter Jaʿfars død opstod der uenigheder om hvem der var hans efterfølger. Nogle hævdede at Jaʿfars ældste søn, Ismaʿīl, var blevet valgt som imām. Disse tilhængere blev kaldt ismaʿīlitter. Andre mente at den yngre broder, Mūsa, var blevet udvalgt som imām. Disse tilhængere udviklede sig med tiden til tolver-shiitterne. En tredje gruppe, som blev kaldt shumaytiyya, påstod at Mūsas lillebror Muhammad var den næste imām.
Mange shiitter tilskriver Jaʿfar al-Sādiq en særlig plads blandt imāmerne, som værende en af de største og en underviser af fikh par excellence. Han menes også at have været i besiddelse af en mystisk og hemmelig bog, Jafr, som forudsagde fremtiden. Iblandt sufier anses han desuden også som værende en sufi-mester.